# Ben Marcus
Ben Marcus (Chicago, 11 ottobre 1967) è uno scrittore statunitense.

## Biografia
Nato a Chicago nel 1967, ha conseguito un Bachelor of Arts in filosofia all'Università di New York e un Master of Fine Arts all'Università Brown.
Nel 1995 ha esordito nella narrativa con la raccolta di racconti postmoderna The Age of Wire and String e in seguito ha pubblicato due romanzi e altre due collezioni di short stories.
Insegnante di scrittura alla Columbia University, suoi articoli e racconti sono apparsi in numerose riviste quali Harper’s, New Yorker, Paris Review, The Believer, New York Times e McSweeney’s.
Vive a Manhattan con la moglie, la scrittrice Heidi Julavits.

## Opere

### Romanzi
- Notable American Women (2002)
- L'alfabeto di fuoco (The Flame Alphabet, 2012), Firenze, Black Coffee, 2018 traduzione di Gioia Guerzoni ISBN 978-88-94833-06-5.

### Raccolte di racconti
- L'età del fil di ferro e dello spago (The Age of Wire and String, 1995), Padova, Alet, 2006 traduzione di Rossella Bernascone ISBN 88-7520-019-X.
- Via dal mare (Leaving the Sea, 2014), Firenze, Black Coffee, 2019 traduzione di Sara Reggiani ISBN 978-88-94833-21-8.
- Notes from the Fog (2018)

### Novelle
- Il costume di mio padre (The Father Costume, 2002), Padova, Alet, 2004 illustrazioni di Matthew Ritchie, traduzione di Rossella Bernascone ISBN 88-7520-001-7.

## Premi e riconoscimenti
Premi Whiting
- 1999 vincitore nella categoria "Narrativa"[7]

Guggenheim Fellowship
- 2013[8]